# ماتيوس سانتوس
ماتيوس سانتوس هو لاعب كرة قدم برازيلي في مركز الهجوم، ولد في 29 يوليو 1998 في البرازيل. لعب مع نادي أمريكا.